# Filippo de Pisis
Luigi Filippo Tibertelli, semplicemente conosciuto come Filippo de Pisis (Ferrara, 11 maggio 1896 – Milano, 2 aprile 1956), è stato un pittore e scrittore italiano, uno tra i maggiori interpreti della pittura italiana della prima metà del Novecento.

## Biografia

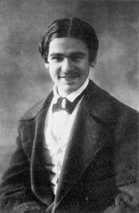
Filippo de Pisis all'età di diciotto anni

Nacque a Ferrara l'11 maggio 1896, terzo di sette figli (sei maschi ed una femmina), dal nobile Ermanno Tibertelli e Giuseppina Donini. Il predicato nobiliare che latinizza il nome della città di Pisa, luogo di origine degli antenati e dal quale l'artista trae il suo nome d'arte gli è stato confermato di recente da un decreto ministeriale che ha riconosciuto la sua discendenza da un personaggio storico benemerito del Ducato estense. Tra i discendenti, la scrittrice e pittrice Bona de Pisis de Mandiargues era una nipote (figlia del fratello Leone Tibertelli de Pisis). Filippo si dedica allo studio della pittura inizialmente sotto la guida del maestro Odoardo Domenichini nella sua città natale, perfezionandosi successivamente con i fratelli Angelo e Giovan Battista Longanesi-Cattani. Nel 1916 si iscrive alla Facoltà di Lettere dell'Università di Bologna, dove si laurea nel 1920 con una tesi sui pittori gotici ferraresi, sotto la guida di Igino Benvenuto Supino come relatore. Inizia la sua attività come letterato e critico d'arte, collaborando a molte testate non soltanto locali. L'interesse e la passione per la pittura lo spingono a vivere in varie città come Roma, Venezia e Milano, Parigi e Londra, alla ricerca di nuovi contesti culturali e artistici.

### Periodo romano (1919-1924)
A Roma frequenta la casa del poeta Arturo Onofri e incontra Giovanni Comisso, il quale diverrà suo grande amico. Sin dai primi mesi romani inizia a comporre le novelle che confluiranno nella raccolta La città dalle cento meraviglie, editata nel 1923 con in copertina un'opera del concittadino Annibale Zucchini. Nel 1920 espone per la prima volta disegni e acquerelli nella galleria d'arte di Anton Giulio Bragaglia in Via Condotti, accanto alle opere di Giorgio de Chirico. È in questi anni che comincia ad affermarsi come pittore e le sue opere risentono dell'influsso di Armando Spadini. Le storie della Roma del passato, curiosità e scoperte animano de Pisis ed è proprio su questa traccia che compone "Ver-Vert": "un diario impudico di un poeta che andava diventando sempre più un pittore". Altri scritti anticipano ciò che verrà rappresentato nelle sue nature morte con paesaggi.

### Periodo parigino (1925-1939)
Il periodo parigino, iniziato nel marzo del 1925, registra la sua piena maturità artistica. Dipinge en plein air come i grandi vedutisti ed entra in contatto con Édouard Manet, Camille Corot, Henri Matisse e i Fauves. Sono anni in cui realizza alcune tra le sue tele più celebri: "La grande natura morta con la lepre", "Il bacchino", "Natura morta con conchiglie". Temi ricorrenti, oltre alle nature morte, sono i paesaggi urbani, nudi maschili e immagini d'ermafroditi. In seguito a una mostra personale a Milano nel 1926 presentata da Carrà alla saletta Lidel, raggiunge il successo anche a Parigi con la sua personale alla Galerie au Sacre du Printemps con la presentazione di de Chirico.
Nonostante la sua produzione sia legata principalmente a Parigi, continua a esporre anche in Italia e inizia a scrivere articoli per L'Italia Letteraria e altre riviste minori. Stabilisce un rapporto intenso con il pittore Onofrio Martinelli, già incontrato a Roma. Tra il 1927 e il 1928 i due artisti dividono anche una casa-studio in rue Bonaparte. Entra nel circolo degli artisti italiani a Parigi, un gruppo che comprendeva de Chirico, Alberto Savinio, Massimo Campigli, Mario Tozzi, Renato Paresce, Severo Pozzati, e il critico francese George Waldemar (che nel 1928 cura la prima monografia su de Pisis). Durante gli anni di vita a Parigi visita Londra per tre brevi soggiorni, stringendo rapporti d'amicizia con Vanessa Bell e Duncan Grant.

### Rientro in Italia (1939-1947)

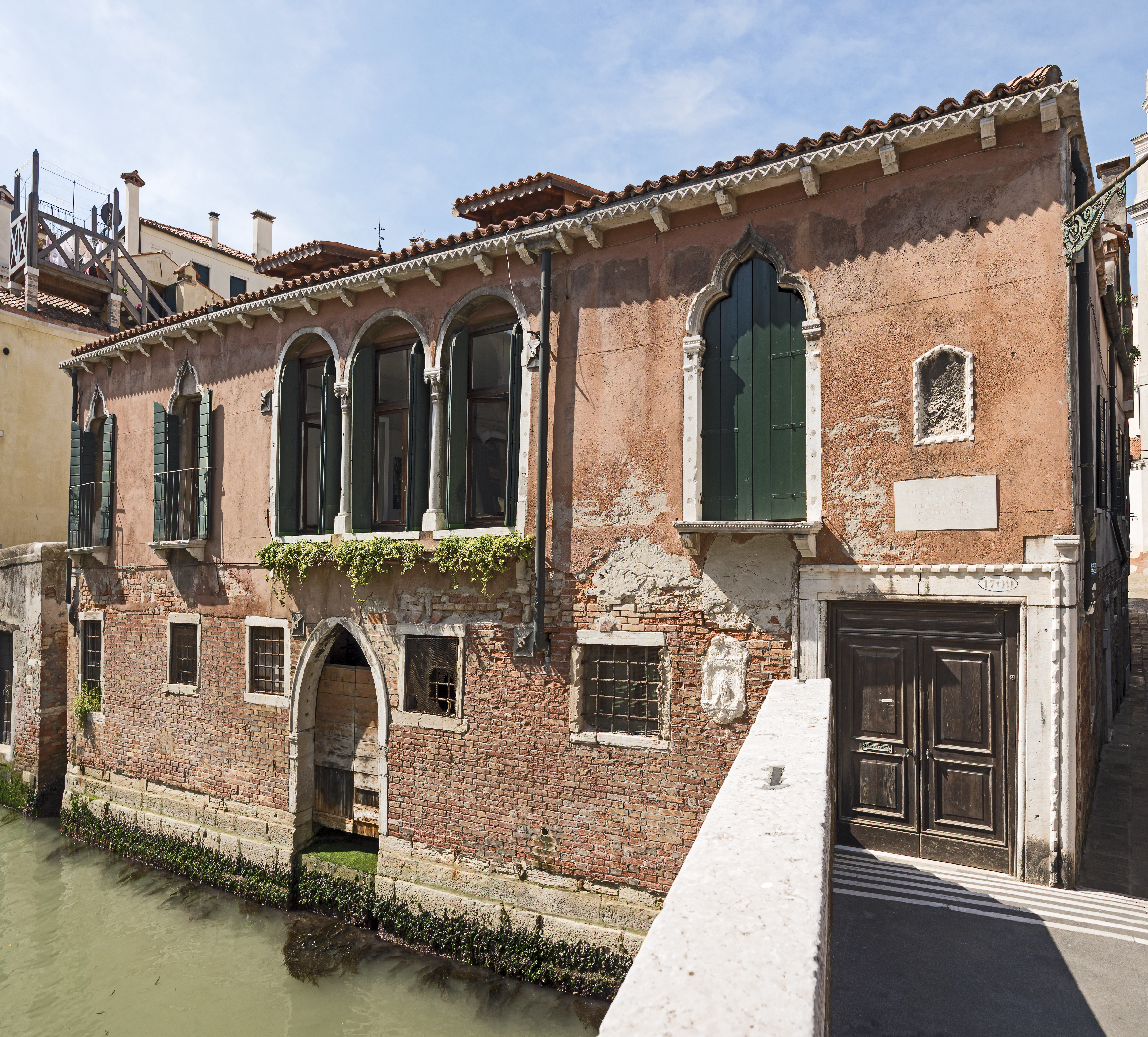
Casa di de Pisis a Venezia dove visse dal 1943 al 1949

Nel 1939, dopo un soggiorno a Londra, che gli serve per allargare il mercato, rientra in Italia stabilendosi a Milano. In occasione del Premio Saint-Vincent, passa un'estate nella cittadina valdostana dove ha anche l'occasione di incontrare il pittore locale Italo Mus. Si sposta in diverse città italiane: alla Galleria Firenze di Firenze, alla fine del 1941, viene organizzata la mostra "Filippo de Pisis" che comprende sessantuno oli dipinti dal 1923 al 1940.
Nel 1943 si trasferisce a Venezia, dove si lascia ispirare dalla pittura di Francesco Guardi e di altri maestri veneziani del XVIII secolo. Partecipa alla vita culturale della città lagunare, dove stringe amicizia e diviene maestro del pittore ferrarese Silvan Gastone Ghigi, oltre che del pittore, critico e mercante d'arte Roberto Nonveiller. Alla fine dell'aprile 1945, decide di organizzare, nel giardino del suo studio di Venezia, una serata musicale, invitando decine di uomini bellissimi, i cui corpi, coperti solo da gusci di granceola, sarebbero stati dipinti dal vero. Tra gli invitati solo due donne, la scultrice Ida Barbarigo Cadorin e la critica d’arte Daria Guarnati. L'evento viene interrotto bruscamente poco dopo il suo inizio, quando un gruppo di partigiani comunisti irrompe nel palazzo grazie a una "soffiata". Accusati di "mollezza borghese", i partecipanti seminudi, con torso e volto dipinti, sono subito arrestati e scortati in questura dai partigiani, prima di subire un interrogatorio serrato alternato a scherni e reprimende. Alcuni vengono rilasciati, altri no: de Pisis è trattenuto per due notti in camera di sicurezza con una dozzina di delinquenti comuni. Prima della scarcerazione gli viene intimato di non organizzare più "orge del genere".
Dopo un breve soggiorno a Parigi tra il 1947 e il 1948, in cui lo accompagnò l'allievo Silvan Gastone Ghigi, rientrò in Italia con i primi sintomi di una malattia che lo condurrà alla morte. La XXIV Esposizione internazionale d'arte di Venezia, la prima del dopoguerra, gli dedicò una sala personale con trenta opere dipinte dal 1926 al 1948. Si parlava anche di una candidatura al Gran Premio ma un telegramma da Roma ne proibì il conferimento perché omosessuale. L'onorificenza verrà assegnata a Giorgio Morandi.

### La malattia e la morte
Durante il secondo ricovero neurologico (1948-49), fu sottoposto ad elettroshock presso la clinica di Villa Verde a Bologna e successivamente fu trasferito alla clinica di Villa Fiorita a Brugherio. I suoi arti rimasero semiparalizzati, la malattia fu identificata come polinevrite e ciò non gli permise più di lavorare, tanto che nel 1950 non riuscì a presenziare alla sua mostra antologica allestita presso il Castello Estense di Ferrara. Tra il 1954 e il 1955 venne trasferito all'ospedale psichiatrico di Villa Turro per il costante aggravarsi delle sue condizioni. De Pisis morì il 2 aprile 1956 a Milano in casa del fratello Francesco.

## Attività

### Pittura

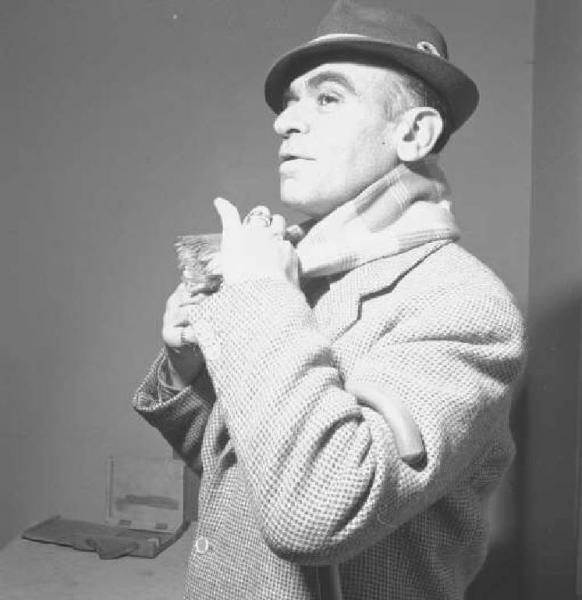
Filippo de Pisis, ritratto da Federico Patellani, 1950

La sua pittura è influenzata in un primo momento dall'incontro con Giorgio de Chirico, Alberto Savinio e Carlo Carrà, avvenuta a Ferrara intorno al 1915. Rimane affascinato dal loro modo di concepire la pittura a tal punto da condividerne lo stile metafisico nella prima parte della sua produzione. I primi quadri sono "Oggetti con numeri" del 1914 e Le pere, premessa alla serie delle nature morte, caratterizzate da rapporti spaziali in grado di evocare una sensazione d'infinito. Le opere Marina con pesce, Marina con melanzane e Marina con mele degli anni '30, sono esempi dell'influenza della pittura metafisica su de Pisis.
Ulteriore ispirazione proviene da Manet e Renoir dai quali apprende la ricchezza dei colori intensi e delle atmosfere luminose, pur mantenendo gli echi del colorismo veneto.
Un cambiamento di stile avviene nel 1935 durante un soggiorno a Londra: il suo tratto pittorico diventa spezzato, quasi sincopato, definito da Eugenio Montale pittura a zampa di mosca. L'amicizia con Julius Evola gli consente di approfondire i propri interessi esoterici e di introdurli nella sua produzione artistica. Fra i ritratti, molto noto è quello dell'amico Mariano Rocchi (1931), oggi conservato al Museo del Novecento di Milano.
Nel 1949-1950, de Pisis aderisce al progetto dell'importante collezione Verzocchi, sul tema del lavoro, inviando l'opera Piccolo fabbro e un autoritratto.
Le opere del suo ultimo periodo, realizzate durante il ricovero nella clinica di villa Fiorita a Brugherio, prendono ispirazione dai soggetti che trova nella serra della clinica: è questo il periodo delle cosiddette "tele di ragno", quadri bianchi e desolati.
Sin dagli anni 40 le opere di de Pisis vengono falsificate.

### Poesia e prosa
Il primo approccio alla poesia risale alla prima adolescenza quando commenta i passi di Virgilio e traduce i brani di Omero. Nel 1913, influenzato dall'opera di Giacomo Leopardi, inizia un proprio Zibaldone. Inoltre il suo stile risente di un fondo crepuscolare e dell'eco pascoliano. Egli stesso nel 1939, in una lettera a Giuseppe Marchiori, si definirà nato poeta più che pittore. Nell'estate del 1915 produce la maggior parte dei poemi in prosa che andranno a formare i Canti della Croara, brevi componimenti che trattano sensazioni allo stato geminale e in cui Leopardi e Pascoli vengono citati come divinità da interpellare. Una prima edizione delle sue poesie venne pubblicata da Vallecchi nel 1942, poi ampiamente accresciuta nel 1953 dallo stesso editore.

### L’erbario
Durante l’adolescenza l’artista colleziona piante disseccate e le spilla su fogli corredati di accurate didascalie scientifiche. L’attendibilità scientifica di questa catalogazione denota la sua grande passione e conoscenza botanica sin dalla precoce età. Si tratta di 1200 fogli comprendenti la flora spontanea italiana, in particolare quella dell’Emilia-Romagna. I primi campioni risalgono al 1907-1908: nel 1917 viene poi donato all'orto botanico di Padova, dove venne disaggregato nel 1940. Oggi, grazie al lavoro di ricostruzione avviato nel 2012 da Paola Roncarati e Rossella Marcucci, l’erbario si presenta in buono stato di conservazione.

## Opere nelle collezioni (parziale)

### Al Museo d'arte moderna e contemporanea Filippo de Pisis
- Natura morta col martin pescatore - 1925, olio su cartone
- La bottiglia tragica - 1927, olio su cartone
- I pesci marci - 1928, olio su cartone
- La Coupole - 1928, olio su cartone
- Il gladiolo fulminato - 1930, olio su cartone incollato su tavola
- Natura morta con agli - 1930, olio su tela
- I grandi fiori di casa Massimo - 1931, olio su cartone
- La lepre - 1933, olio su tela
- Natura morta con pane, formaggio e bottiglia - 1936, olio su tela
- Strada di Parigi - 1938, olio su tela
- Ritratto di Allegro - 1940, olio su cartone incollato su tavola
- La falena - 1945, olio su cartone incollato su tavola
- La rosa nella bottiglia - 1950, olio su tela
- Natura morta con calamaio - 1951, olio su tavola di masonite

### Altri musei in Italia
- Allegoria delle Scienze - s.d., olio su compensato, Palazzo del Bo, Padova
- Allegoria delle Arti - s.d., olio su compensato, Palazzo del Bo, Padova
- Allegoria della Medicina - s.d., olio su compensato, Palazzo del Bo, Padova
- Paesaggio con architetture - s.d., olio su cartone, Museo civico Luigi Bailo, Treviso
- Natività: omaggio al Bassano - 1925, olio su tela, Galleria d'arte moderna Achille Forti, Verona
- Case di montagna - 1925, olio su cartone, Museo civico Luigi Bailo, Treviso
- Paesaggio con aragosta - 1926, Collezione Gino Brosio, Roma
- Natura morta con funghi - 1926, olio su tela, Palazzo Ape Museo, Parma
- Ragazzo sul letto - 1926, Collezione Michelangelo Masciotta, Firenze
- Funghi con stampa di Poussin - 1927, olio su cartone, Museo Novecento, Firenze
- Natura morta con le conchiglie - 1928, olio su tela, Galleria civica d'arte moderna e contemporanea, Torino
- Natura morta con gamberi e conchiglie - 1929, olio su tela, Galleria civica d'arte moderna e contemporanea, Torino
- La coturnice - 1930, olio su tela, Galleria nazionale d'arte moderna e contemporanea, Roma
- Via a Parigi - 1930, olio su tela, Galleria civica d'arte moderna e contemporanea, Torino
- Fiori - 1930, olio su tela, Pinacoteca comunale di Faenza, Faenza
- Mariano Rocchi - 1931, Museo del Novecento, Milano
- Ritratto di giovane - 1931, olio su tela, Museo d'arte moderna di Bologna, Bologna
- Ritratto di Cadorin - 1931, pastello su carta, Gabinetto dei disegni e delle stampe, Firenze
- Cascata sulla Senna - 1934, olio su tela, Galleria d'arte moderna di Roma Capitale, Roma
- Natura morta con funghi- 1934, olio su tavola, Galleria d'arte moderna Achille Forti, Verona
- Fiori selvatici - 1935, olio su tela, Fondazione Cariplo, Milano
- Fiori con specchio Barocco - 1936, olio su tela, Galleria civica d'arte moderna e contemporanea, Torino
- Interno con giovane negro - 1937, olio su tela, Galleria nazionale d'arte moderna e contemporanea, Roma
- Venezia - 1937, olio su tela, Galleria civica d'arte moderna e contemporanea, Torino
- Natura morta - 1937, olio su tela, Museo di San Domenico, Imola
- Vaso di fiori - 1937, olio su tela, Galleria d'arte moderna Ricci Oddi, Piacenza
- Fragole. Natura morta - 1939, olio su tavola, Galleria d'arte moderna Achille Forti, Verona
- Natura morta con bottiglia - 1939, olio su tela, Raccolta Lercaro, Bologna
- Ritratto in nero - 1940, olio su tavola, Galleria d'arte moderna Achille Forti, Verona
- Piazza Cavour - 1940, olio su tavola, Museo della città di Rimini, Rimini
- Inverno (Natura morta) - 1940, olio su tela, Museo d'arte moderna di Bologna, Bologna
- Tele e pennelli - 1942, olio su tela, Museo Novecento, Firenze
- Ragazzo seduto - 1942, olio su tela, Galleria d'arte moderna Achille Forti, Verona
- Rio Santa Barbara a Venezia - 1944, olio su tela, Pinacoteca comunale di Faenza, Faenza
- Interno con Cocò - 1944, olio su tela montata su cartone, Museo Revoltella, Trieste
- Burano - 1945, olio su tela, Pinacoteca metropolitana di Bari, Bari
- La vecchia alsaziana - 1948, olio su tela, Galleria nazionale d'arte moderna e contemporanea, Roma
- Grande paesaggio - 1948, olio su tela, Ca' Pesaro, Venezia
- Fiori - 1949, olio su tela, Museo d'arte moderna di Bologna, Bologna
- Il piccolo fabbro - 1949, olio su tela, Palazzo Romagnoli, Forlì
- Natura morta con melanzana e mela rossa - 1950, olio su cartone telato, Pinacoteca comunale di Faenza, Faenza
- Natura morta - 1951, olio su tela, Palazzo Pitti, Firenze
- Numerose opere al Museo d'arte moderna Mario Rimoldi, Cortina d'Ampezzo

### Altri musei all'estero
- Natura morta marina - 1927, olio su cartone, MASILugano, Lugano, Svizzera
- Fiori - 1928, olio su tela, Ermitage, San Pietroburgo, Russia
- Natura morta con chiglia - 1928, olio su tela, Museo Ludwig, Colonia, Germania
- Natura morta con aragosta - 1928, olio su tela, Centro Georges Pompidou, Parigi, Francia
- Scena sulla spiaggia - 1930, olio su tela, Cincinnati Art Museum, Cincinnati, Stati Uniti
- Natura morta - 1932, olio su tela, Musée d'art moderne de la Ville de Paris, Parigi, Francia
- Natura morta con fagiano - 1932, olio su tela, Centro Georges Pompidou, Parigi, Francia
- Il lapin agile - 1933, olio su tela, Musée d'art moderne de la Ville de Paris, Parigi, Francia
- Strada in Italia - 1936, olio su tela, Nuova galleria d'arte di Walsall, Walsall, Inghilterra
- Piazza Cavalli a Piacenza - 1937, olio su tela, Musei Vaticani, Città del Vaticano
- Il beato Labre - 1942, olio su tela, Galleria nazionale della Slovenia, Lubiana, Slovenia
- Senza titolo - 1943, olio su tavola, MASILugano, Lugano, Svizzera
- Natura morta con bottiglie - 1945, olio su tela, Nuova galleria d'arte di Walsall, Walsall, Inghilterra
- Basilica della salute - 1947, olio su tela, Musei Vaticani, Città del Vaticano

## Galleria d'immagini

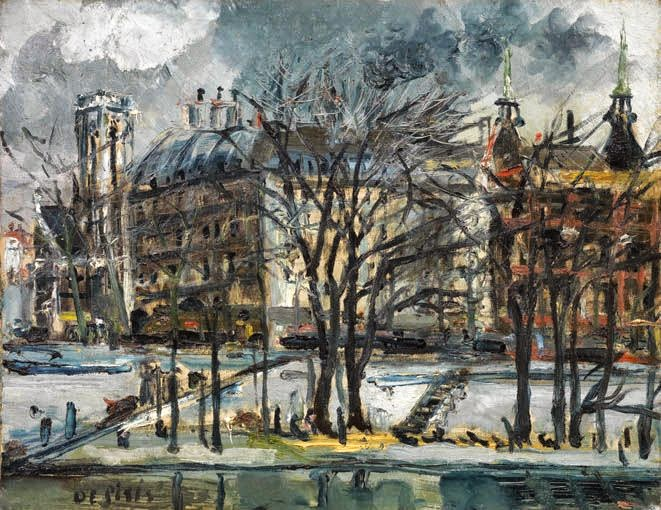
Lungo Senna, 1927
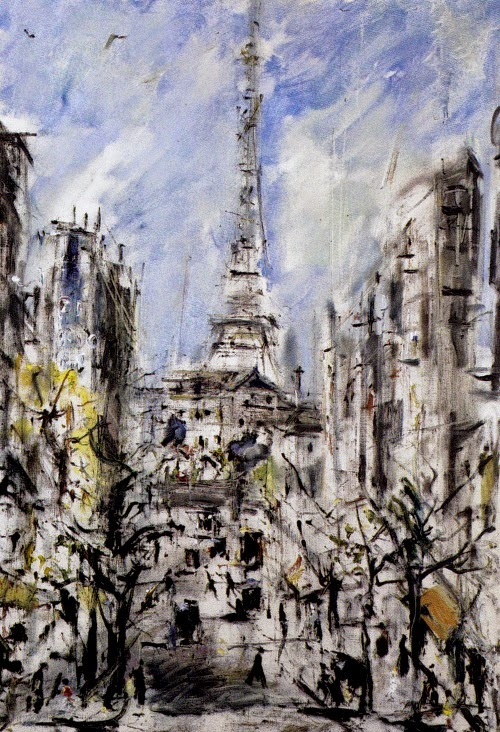
Parigi
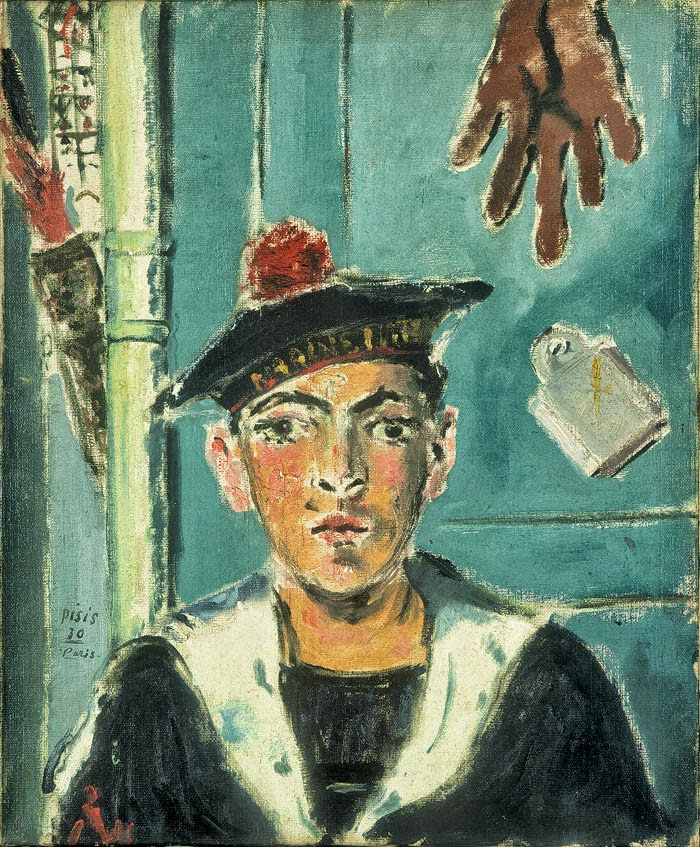
Il marinaio francese, Parigi, 1930
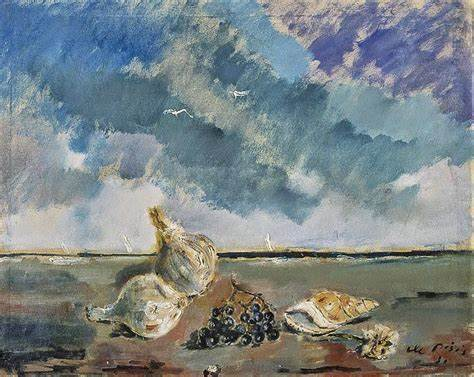
Conchiglie
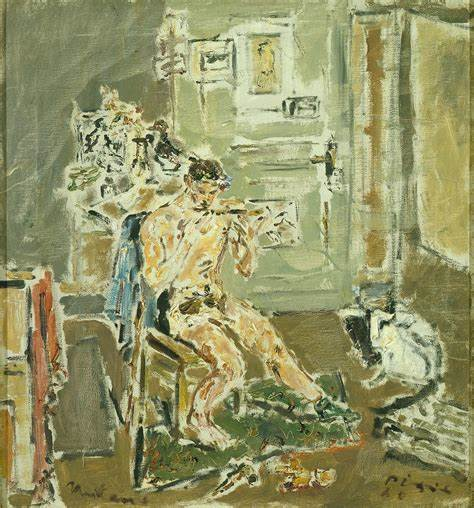
Il suonatore di flauto, 1940
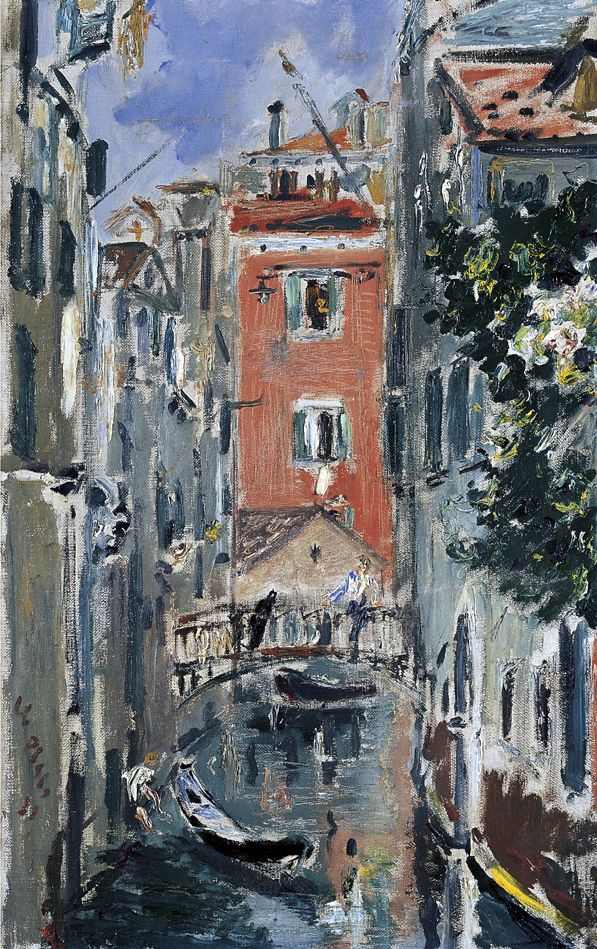
Un canale a Venezia
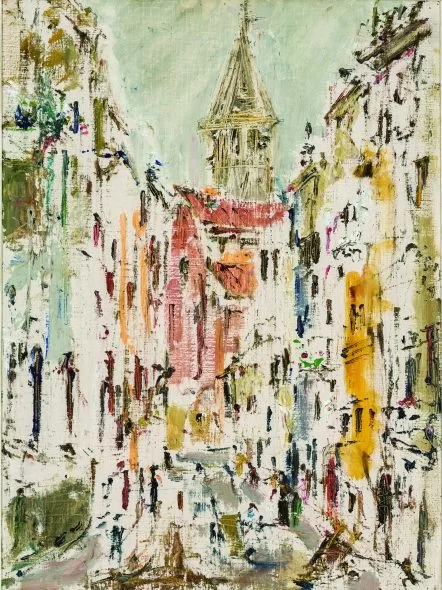
Veduta veneziana
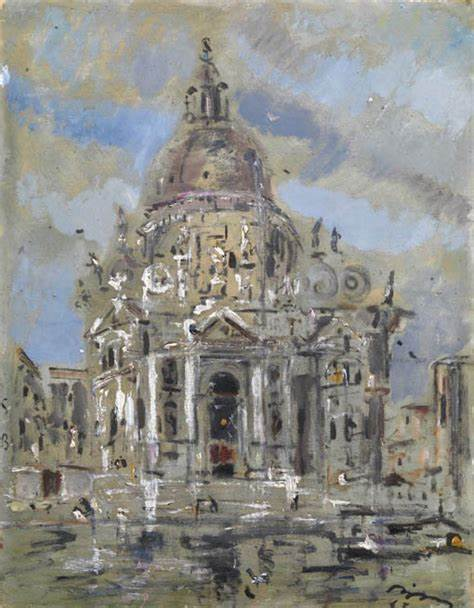
La chiesa della Salute a Venezia
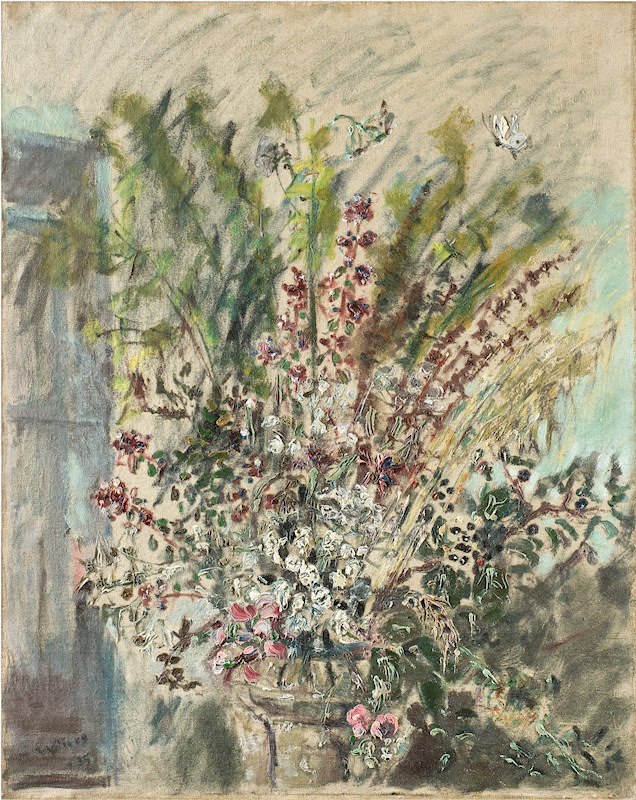
Fiori di campo, 1953 (Fondazione Cariplo)
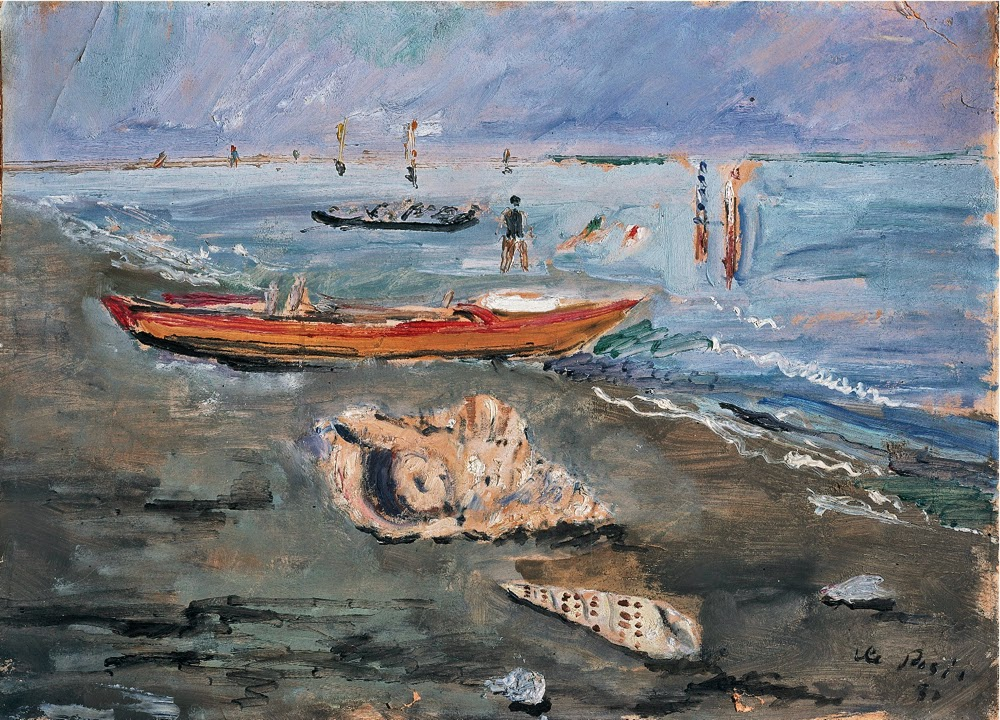
Marina
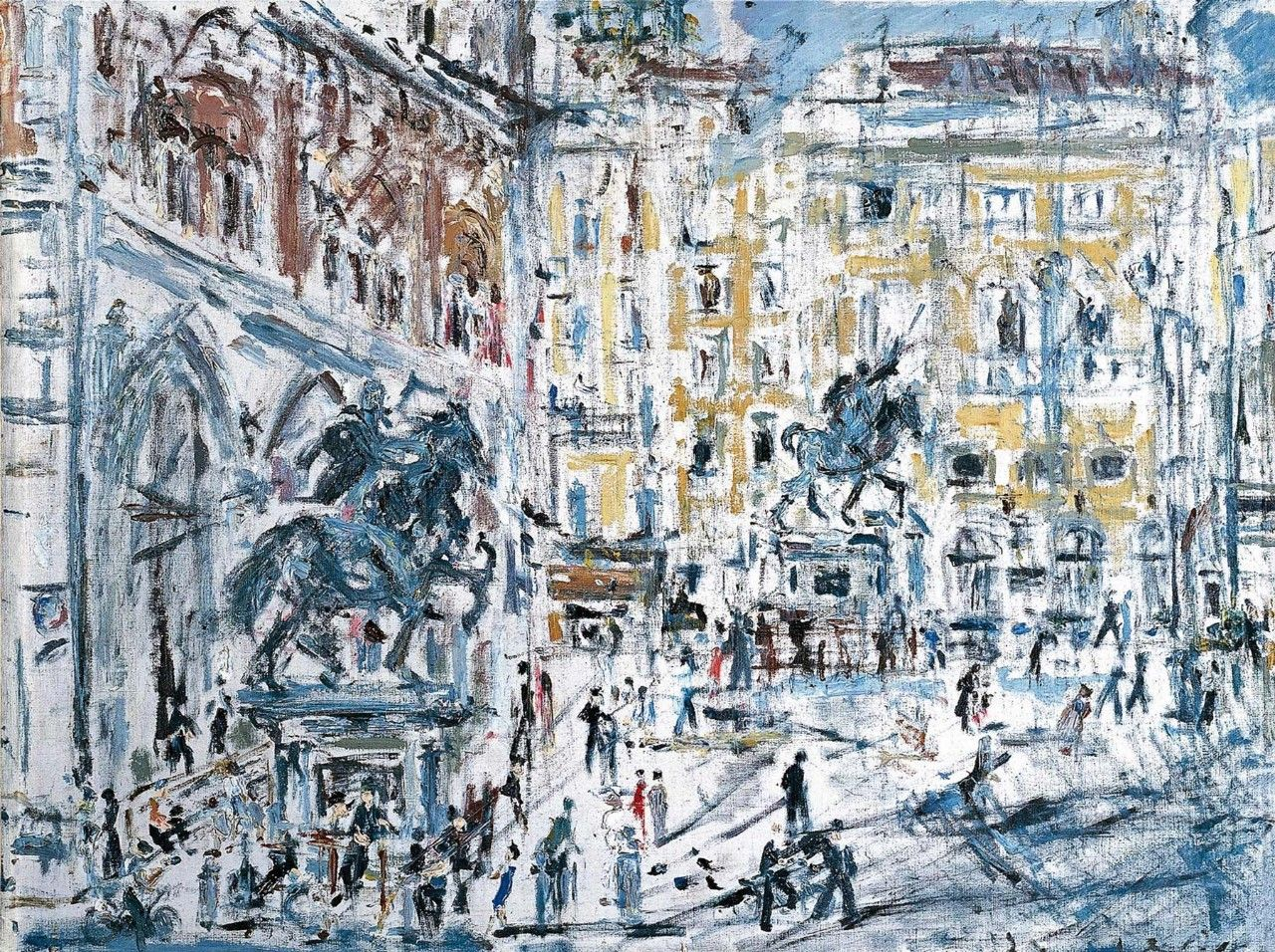
Piazza Cavalli a Piacenza
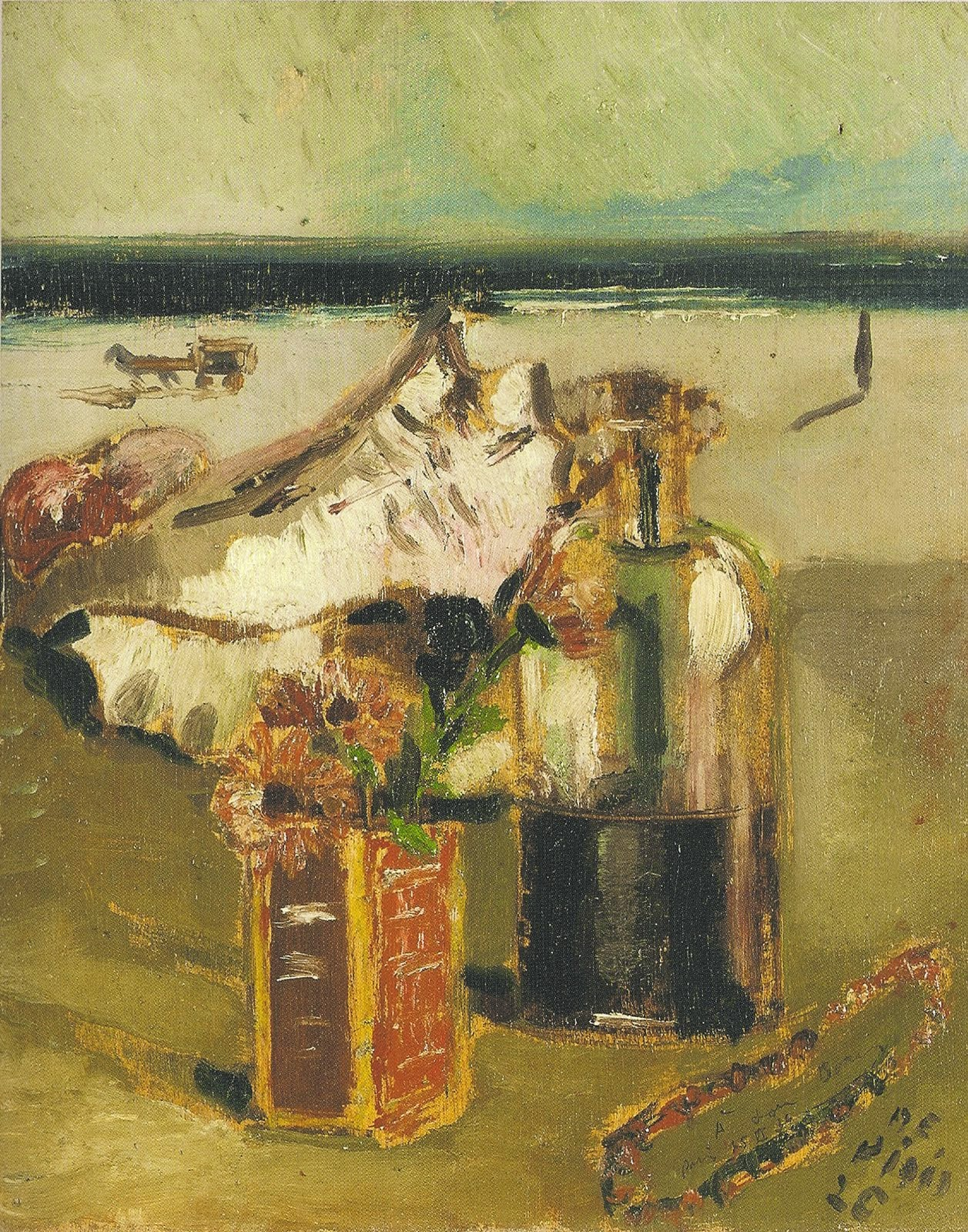
Natura morta
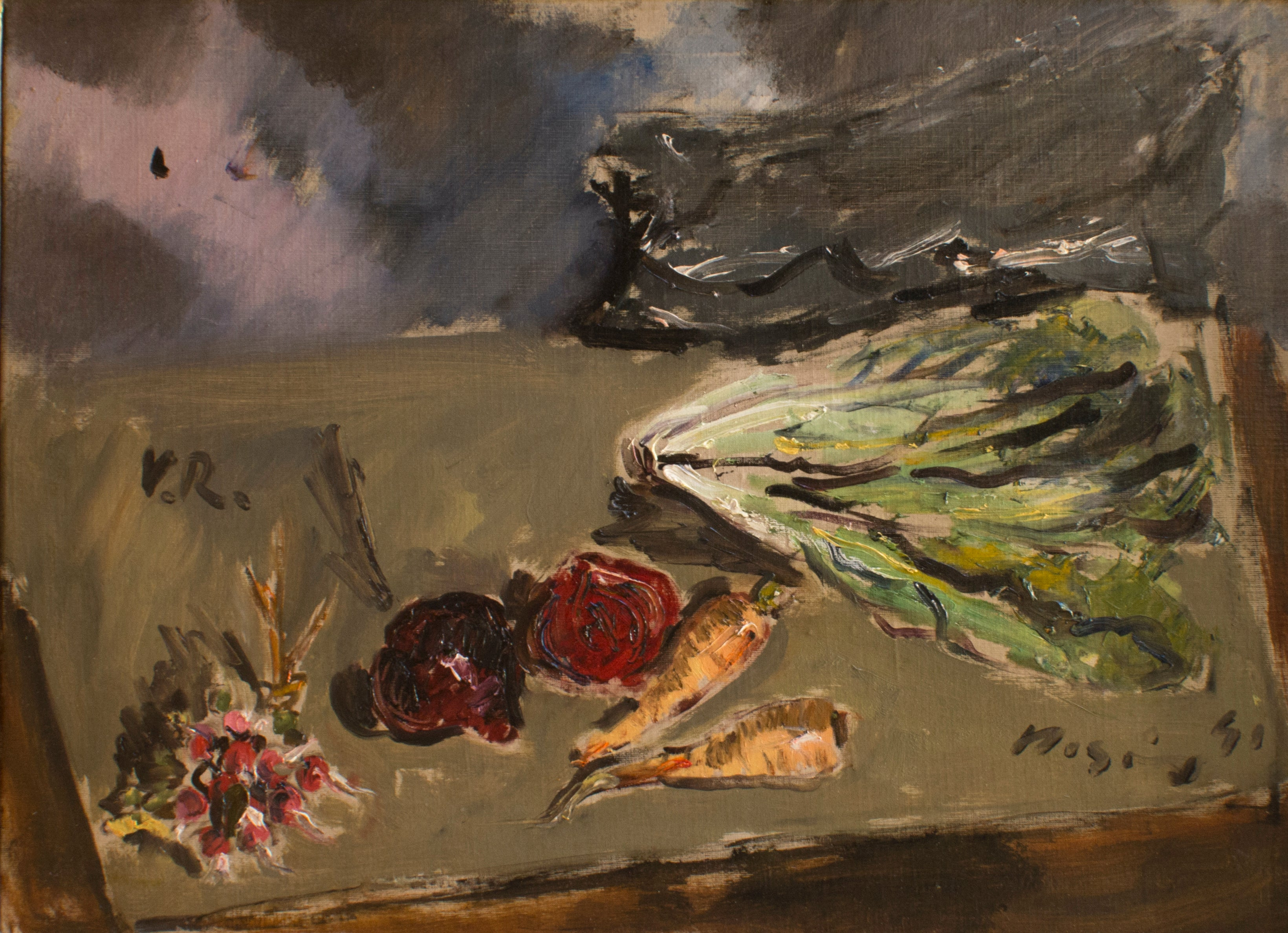
Natura morta con cespo di insalata
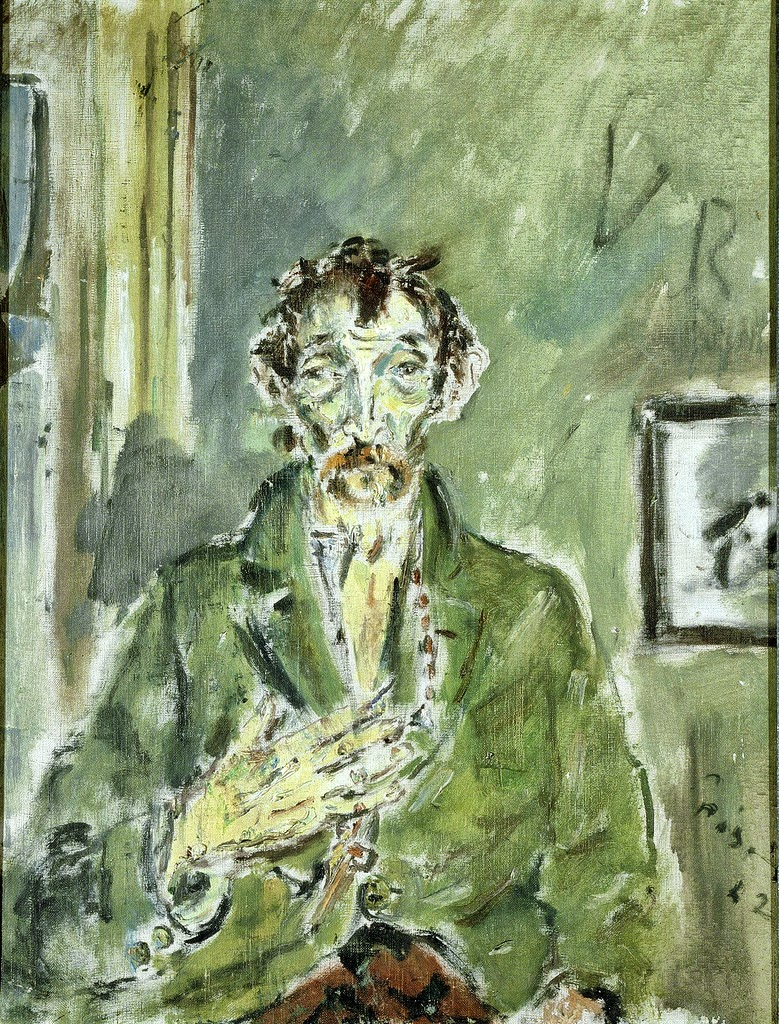
Ritratto, 1942
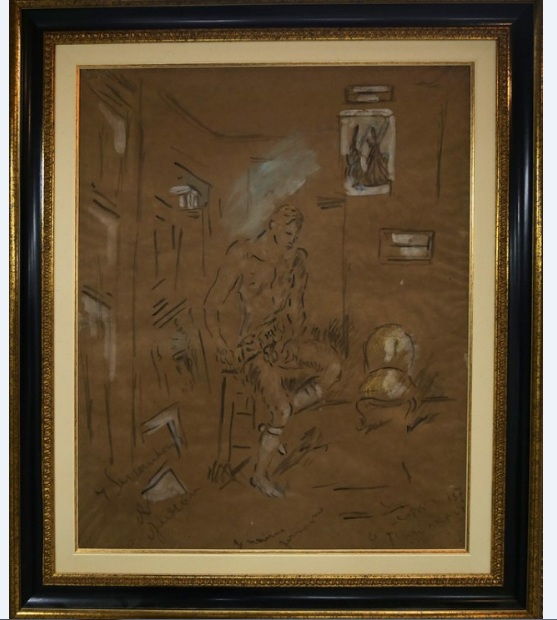
Ragazzo seduto in un interno, 1937, (Casa Museo Francesco Cristina)

## Opere letterarie
- Il pittore Giorgio de Chirico, in Gazzetta Ferrarese, Ferrara, ottobre 1916.
- Il verbo di Bodhisattva (colui che à raggiunto la perfezione), 1917 (con lo pseudonimo di Maurice Barthelou)
- Fiori e frutti nella pittura ferrarese, 16 aprile 1917
- Prose, Ferrara, 1918
- Mercoledì 14 novembre, Bologna, 1918
- Pensieri per una nuova Arte, 15 novembre 1918
- Vert-vert, 1920
- Il Signor Luigi B., Milano, 1920
- La città dalle 100 meraviglie, Bragaglia, Roma, s.d. (1920-1923)
- Confessioni, 1931
- Natura morta col pesce, 15 giugno 1931
- Penseri su Renoir, 31 luglio 1913
- Lettere londinesi, 20 aprile 1935
- La cosiddetta "arte Metafisica", novembre 1938
- Poesie, 1940, nuova edizione 1953
- Marino Marini, 1941
- Alcune poesie, 1945
- Parigi di Van Gogh, 1945
- Bona de Pisis e Sandro Zanotto (con una nota di Claudia Gian Ferrari) (a cura di), La città dalle 100 meraviglie, 1^ ed, Roma, Casa d'Arte Bragaglia, 1920-1923, 2^ ed, Milano, Abscondita, 2009, ISBN 978-88-8416-216-8.

## Riconoscimenti
- 1953 - Riceve dall'Accademia dei Lincei il Premio Feltrinelli di Pittura[15].
- 1954 - Riceve il Premio Marzotto per la pittura.
- 1996 - La sua città natale gli intitola il museo d'arte moderna e contemporanea[16].

### Saggi
- Sergio Solmi, Filippo de Pisis, Milano, Hoepli, 1931, OCLC 729319550.
- Giovanni Cavicchioli, Filippo de Pisis, Firenze, Vallecchi, 1942, OCLC 955837375.
- Lionello Fiumi, De Pisis a Verona, in Li ho veduti così, Figure ed episodi nella Verona della mia adolescenza, Verona, Edizioni di «Vita Veronese», 1952, pp. 141-146.
- Guido Ballo, Filippo de Pisis, Edizioni La Simonetta, 1956
- Lionello Fiumi, De Pisis a Parigi, in Li ho veduti a Parigi, Milano, Casa editrice Ghelfi, 1960, pp. 157-159
- Alis Levi; Souvenirs d'une enfant de la Belle Époque, Roma, De Luca Editori, 1970
- Marco Valsecchi, Filippo de Pisis, Aldo Martello, 1971
- Alis Levi, Arte e Verità, a cura di Renato Balsamo, Roberto Pappacena, Luigi Granetto, Agenzia Editoriale Azzurro, Roma, 1983
- Giuliano Briganti De Pisis. Catalogo Generale, con la collaborazione di Daniela De Angelis, Milano Electa, 2 voll., 1991
- Sandro Zanotto, Filippo de Pisis ogni giorno - Biografia interamente costruita su documenti inediti, Neri Pozza Ed itore, 1996, isbn 88-7305-484-6
- Luisa Laureati, Daniela De Angelis Filippo de Pisis. La felicità del dipingere, Edizioni Pananti, Firenze, 1996
- Andrea Buzzoni, Un'idea di de Pisis, in De Pisis, Ferrara Arte Editore, Ferrara, 1996
- Lucio Scardino (a cura di),  Filippo de Pisis pubblicista. Le collaborazioni ai giornali ferraresi (1915-1927), Liberty House, Ferrara, 1997
- Francesco Gallo, Giovanni Granzotto, Filippo De Pisis: dipinti 1916-1951, Edizioni ADA, 2000
- Marino Moretti, Aldo Palazzeschi, Carteggio: 1963-1974, Ed. di Storia e Letteratura, 2001
- (IT, EN) Marcello Toffanello (a cura di), Guida al Museo d'Arte Moderna e Contemporanea "Filippo de Pisis", Ferrara, SATE editore srl, 2002,  pp. 25-29.
- Luciano Caramel, Claudia Gian Ferrari, Filippo de Pisis: la figura umana, Marcovaldo, 2002
- Aldo Palazzeschi, Diego Valeri, Sammlung, Ed. di Storia e Letteratura, 2004
- Piergiovanni Castagnoli, Corrado Levi, Elena Pontiggia, Filippo de Pisis, Fondazione Torino Musei, 2005
- Maria Luisa Pacelli, De Pisis a Ferrara, Ferrara Arte, 2006
- Alessandro Masi Storia dell'arte italiana 1909-1942, Edimond, 2007
- Marco Jaccond, Quell'estate a Saint Vincent. Filippo de Pisis e Italo Mus. L'incontro di due pittori, Liaison, 2010
- Antonella Crippa,  Filippo de Pisis, catalogo online  Artgate (archiviato dall'url originale il 16 maggio 2016). della Fondazione Cariplo, 2010, CC-BY-SA.
- Marucci, R., Carlin, S., L'erbario giovanile del pittore Filippo de Pisis conservato a Padova, Quaderni di Botanica Ambientale e Applicata 21: 261-270, 2010
- Paola Roncarati, Rossella Marcucci, Filippo de Pisis botanico flâneur - un giovane tra erbe, ville, poesia, Ed. Leo S. Olschki, Firenze, 2012, ISBN 978-88-222-6139-7
- Nico Naldini, De Pisis. Vita solitaria di un poeta pittore, Tamellini Edizioni, 2013
- Francesco Cetti, Filippo de Pisis. Una vita per l'arte piena di vita, Aion, 2015
- Gabriele Miccichè,  De Pisis: Il più grande vedutista del secolo., articolo pubblicato su Cultweek, 22 ottobre 2019
- Paolo Campiglio e Roberto Dulio, La stanza di Filippo de Pisis, Skira, 2019.

### Cataloghi di mostre
- F. DE PISIS. Galleria Civica d'Arte Moderna, Ferrara, 1/7-30/9/1973
- Giuseppe Ravegnani, Rievocazione di Filippo de Pisis, 1958. Casa Romei, Ferrara, 15/6/1958